# Pstry Ogon
Pstry Ogon (także Cętkowany Ogon, w języku lakota Sinte Galeshka, ang. Spotted Tail, ur. ok. 1823, zm. 5 sierpnia 1881) – wódz Indian z północnoamerykańskiego plemienia Siuksów Brulé, dowódca, jeden z głównych zwolenników pokojowych relacji z Amerykanami.

## Życiorys
Urodził się ok. 1823 r. (według niektórych źródeł w 1833) nad White River w obecnej Dakocie Południowej lub w pobliżu dzisiejszego Laramie w Wyomingu. W młodości waleczny wojownik, wyróżniający się w walkach z Paunisami. 19 sierpnia 1854 r. dowodził wojownikami Brulé, którzy pokonali oddział płk. Johna Grattana pod Fort Laramie. Wyróżnił się też 3 września 1855 r. w bitwie pod Ash Hollow w Nebrasce z odwetową wyprawą US Army pod wodzą płk. Williama Harneya, w której został czterokrotnie ranny. Po poddaniu się z honorami Harneyowi został zesłany do więzienia, ale wkrótce ułaskawiono go. Po roku pobytu wśród białych wrócił do swego plemienia jako orędownik pokojowych relacji z Amerykanami. W latach 1863–1864 kilkakrotnie spotykał się na naradach z nimi, występując w obronie Siuksów, ale opowiadając się za pokojowym rozwiązywaniem narastających na pograniczu konfliktów. 6 i 7 stycznia 1865 r. dowodził jednak atakiem na Julesburg w Kolorado, będącym odwetem Indian za masakrę nad Sand Creek.
Gdy w kwietniu 1865 r. osiedlił się wraz z sześćdziesięcioma innymi rodzinami Brulé koło Fortu Laramie, deklarując chęć życia w pokoju, został aresztowany i zesłany z grupą wojowników do Fortu Kearny. Po ataku Siuksów na konwój uciekł i schronił się w krainie rzeki Powder, a do Fortu Laramie powrócił dopiero wiosną 1866 r., po otrzymaniu od Amerykanów zaproszenia na naradę. Uważany już wówczas za głównego wodza Brulé, podpisał traktat w Fort Laramie z 27 czerwca 1866 r. i udał się na coroczne polowanie na bizony. Dwa lata później zawarł w imieniu Brulé kolejny traktat w Fort Laramie, prawdopodobnie nieświadom wpisanych do niego niekorzystnych dla Indian warunków (w tym utraty terenów na Republican i Platte).
Przesiedlenie Brulé do niegościnnej Agencji Whetstone nad rzeką Missouri pogłębiło ich biedę i niezadowolenie. Spory zwolenników i przeciwników współpracy z białymi oraz rywalizacja między wodzami doprowadziły do tego, że 29 października 1869 zastrzelił grożącego mu bronią pijanego wodza Wielkie Usta (lak. Eh-ton-kah, ang. Big Mouth). Kolejnej wiosny wraz z Czerwoną Chmurą (lak. Makhpiya-luta, ang. Red Cloud) udał się z wizytą do Waszyngtonu, gdzie uzyskał zgodę na przeniesienie swojej grupy do nowej agencji w górnym biegu White River. Tam w styczniu 1872 r. zorganizował pokazowe polowanie dla podróżującego po Dzikim Zachodzie rosyjskiego wielkiego księcia Aleksego Romanowa, a krótko potem raz jeszcze zabiegał w stolicy USA o lepsze ziemie dla swego plemienia.
5 sierpnia 1873 r. zaatakował ze swymi wojownikami grupę Paunisów polujących nad rzeką Republican, zabijając blisko stu wrogów. Była to jego ostatnia bitwa, a pokojowe nastawienie wodza pod koniec życia nie tylko nie nadszarpnęło jego autorytetu wśród Siuksów, ale został także jednym z wodzów Oglalów. Będąc pod wrażeniem wyprawy płk. George’a A. Custera w Góry Czarne w 1874 r. sam zrobił rozpoznanie tamtejszych złóż złota i przekonał się o ich ogromnej wartości. Latem 1876 r. w okresie nasilonych walk Amerykanów z plemionami Wielkich Równin, odwiedził m.in. Fort Larned i Denver, a swoich ludzi powstrzymał od udziału walkach z białymi. Pod koniec 1876 r. uległ naciskom i podpisał traktat oddający Amerykanom prawa do Gór Czarnych. Wiosną 1877 r. wynegocjował też poddanie się Szalonego Konia (lak. Tashunka Witko, ang. Crazy Horse) Amerykanom.
Latem, podczas kolejnego pobytu w Waszyngtonie, zgodził się ostatecznie na przesiedlenie Brulé do nieprzyjaznej agencji nad Missouri, ale rok później przeniósł się z nimi do rezerwatu Rosebud. Tam popadł w konflikt z innym wodzem Brulé Wronim Psem (lak. Kangisunka, ang. Crow Dog) i 5 sierpnia 1881 r. został przez niego zastrzelony. Morderstwo to miało długofalowe skutki na relacje wśród samych Siuksów, ale też istotne konsekwencje dla późniejszego sposobu egzekwowania prawa w rezerwatach tubylczych Amerykanów.